# Décès en 1118
Décès
- 1114
- 1115
- 1116
- 1117
- 1118
- 1119
- 1120
- 1121
- 1122

Cette page dresse une liste de personnalités mortes au cours de l'année 1118 :
- 21 janvier : Pascal II, 160e pape.
- 4 février : Étienne de Bourg, fondateur de la Grande-Chartreuse puis prieur de la Chartreuse de Meyriat dans le diocèse de Belley.
- 5 mars : Maurus, évêque de Cracovie.
- 2 avril : Baudouin de Boulogne, roi de Jérusalem, à El-Arich, Palestine.
- 18 avril : Muhammed Ier, sultan saljûqide.
- 1er mai : Mathilde d'Écosse, reine consort d'Henri Ier d'Angleterre.
- 5 juin : Robert Ier de Meulan, comte de Meulan et 1er comte de Leicester.
- 3 juillet : Raymond de Toulouse, architecte et saint de l'Église catholique.
- 7 juillet : Florence de Worcester, moine de Worcester.
- 3 août : al-Mustazhir, calife de Bagdad[1].
- 15 août : Alexis Ier Comnène, empereur byzantin.
- 30 octobre : Gerard de Potenza (en), évêque de Potenza.
- 28 décembre : Hugues Ier de Rethel, comte de Rethel.
- Abd al-Hamid Shirazi (en), vizir persan.
- Al-Tighnari, biologiste, agronome et botaniste du nord de Grenade.
- Adélaïde de Montferrat, comtesse sicilienne devenue reine de Jérusalem.
- Anseau de Garlande, ou Ansel de Garlande, seigneur français et sénéchal de France.
- Arnoul de Chocques, Arnoul Malcouronne ou Arnoul de Rœux, patriarche latin de Jérusalem.
- Arslan (Shah de Ghazna) (en), sultan des Ghaznévides.
- Basile le Médecin, chef du bogomilisme, condamné pour hérésie.
- Bernat Guillem Jorda (en), comte de Berga et de Cerdagne.
- Diarmait Ua Briain, roi de Munster.
- Furong Daokai (en), moine bouddhiste.
- Gizurr Ísleifsson, évêque de Skálholt.
- Guillaume d'Évreux, ou Guillaume de Normandie, comte d'Évreux.
- Helperich von Plötzkau (en), comte de Walbeck (en) et margrave de la Marche du Nord.
- Josserand, abbé de la basilique d'Ainay puis archevêque de Lyon.
- Lidanus (en), abbé des Marais pontins.
- Milon II de Montlhéry, seigneur de Bray et de Montlhéry, vicomte de Troyes.
- Ordelafo Faliero, 34e doge de Venise.
- Philippe de Suède, roi de Suède.
- Raymond II d'Auch, archevêque d'Auch.
- Rivallon d'Aleth, évêque d'Aleth.
- Ruaidri na Saide Buide Ua Conchobair, roi de Connacht.
- Rustam III (en), souverain des Bawandides.
- Vladimir de Dioclée, prince de Dioclée.

date incertaine (vers 1118)
- Georges de Tchqondidi, religieux et un ministre géorgien.

## Crédit d'auteurs
- Cet article est partiellement ou en totalité issu de l'article intitulé « 1118 » (voir la liste des auteurs).